# ブロッカーズ
『ブロッカーズ』（原題:Blockers）は2018年に公開されたアメリカ合衆国のコメディ映画である。監督はケイ・キャノン、主演はレスリー・マンが務めた。なお、本作はキャノンの映画監督デビュー作となった。本作は日本国内で劇場公開されなかったが、Amazonでの配信が行われている。

## ストーリー
プロム当日、ジュリーは親友のカイラとサムにオースティンに処女を捧げる意向を打ち明けていた。その話を聞いたカイラは自分もコナーに処女を捧げる決意を固めた。一方、クローゼット・レズビアンのサムはその計画に乗ることを躊躇していたが、大学に進学する2人と離ればなれになるという事実が頭をよぎった。サムは2人と思い出を作る最後の機会かもしれないと思い、計画に参加することになった。しかし、サムはプロムに同伴してくれる男子の確保に苦戦し、最終的に太っちょで知られるチャドを同伴者に選ぶこととなった。
ジュリーの母親（リサ）は卒業生とその保護者を招いてプロムのプレ・パーティーを開催した。カイラの父親（ミッチェル）は娘を愛おしく思う余り、プロムにこっそりついていこうとしたが、カイラに見抜かれていた。プロムを前に娘同然に緊張する親たちだったが、サムの父親であるハンターには「プロムの夜をうんと楽しんできなさい」と言えるほどの余裕があった。自由奔放に生きてきたハンターにとって、プロムは危険なものなどではなく、楽しむべきものだったのである。娘たちがプロムへ向かったあと、リサはジュリーのパソコンが開いたままであることに気が付いた。リサが画面を何気なく見ると、そこには絵文字で書かれた謎のメールがあった。内容が気になったリサはジュリーに悪いと思いつつも、ハンターに解読してもらった。そこには例の計画が書かれており、リサとミッチェルは仰天した。リサ、ミッチェル、ハンターの3人はプロム会場に急行した。リサとミッチェルは何としてでも娘を止める気でいたが、ハンターはそんな大人げない2人を監視するつもりでいた。長年の経験から、ハンターはサムが同性愛者であると確信しており、「チャドは単なる同伴者で、本命は別にいるのだろう」と予想していた。しかし、パーティー会場で、彼はサムが必死の思いでチャドにキスをする姿を見た。娘が無理をしていると感じたため、サムはリサとミッチェルに協力することにした。
プロムのパーティー会場で娘の一挙手一投足を監視する3人の姿は異様でしかなかったが、3人がそこまでするのには理由があった。過保護なミッチェルはカイラが精神的に自立していくのを受け入れられずにおり、コナーのようなチャラ男から娘を守り抜かねばならないという信念を有していたのである。ハンターは性的にも自由に生きてきたが、それが原因で泥沼離婚に陥った上、サムの面倒を十分に見てやれなかったという後悔の念を抱いていた。シングルマザーとして育児に奮闘してきたリサは、ジュリーが地元の大学ではなく、UCLAに進学したいと願っていることを不満に思っていた。女手一つで育て上げた娘の自立を手放しでは喜べずにいたのである。
親たちが煩悶を抱える中、リサの携帯電話にジュリーから電話がかかってきた。口論の末に、ジュリーは「自分がロサンゼルスの大学に進みたいのは、過保護な母親から少しでも離れたいからだ」と言い放ってしまった。
そうこうしているうちに、娘たちは様々な思いを抱えながら男をベッドに連れ込んでいった。一方の親たちは寸前で止めに入る準備を整えていた。

## キャスト
※括弧内は日本語吹替。
- レスリー・マン - リサ・デッカー（よのひかり）
- アイク・バリンホルツ - ハンター
- ジョン・シナ - ミッチェル（白熊寛嗣）
- キャスリン・ニュートン - ジュリー・デッカー
- ジェラルディン・ヴィスワナサン - カイラ
- ギデオン・アドロン - サム
- グラハム・フィリップス - オースティン
- マイルズ・ロビンス - コナー（平野潤也）
- ジミー・ベリンガー - チャド
- ジューン・ダイアン・レイチェル - ブレンダ
- ジェイク・ピッキング - カイラー
- ハンニバル・バレス（英語版） - フランク（奈良徹）
- サラユ・ラオ - マーシー
- ゲイリー・コール - ロン
- コルトン・ダン - ルビー
- ジーナ・ガーション - キャシー
- ラモナ・ヤン - アンジェリカ
- T・C・カーター - ジェイデン

## 製作
当初、本作のタイトルは『The Pact』になる予定だった。Pactとは女性が処女を失うことに同意する誓約書のことである。2017年5月2日、本作の主要撮影がジョージア州アトランタで始まった。2018年3月10日、本作はサウス・バイ・サウスウエストでプレミアを迎えた。
なお、本作で使用されている楽曲の中には、ヘイリー・スタインフェルドが2015年に発表した『Love Myself』が含まれている。

## 興行収入
本作は『クワイエット・プレイス』、『The Miracle Season』、『チャパキディック』と同じ週に封切られ、公開初週末に1600万ドルから2000万ドルを稼ぎ出すと予想されていたが、実際の数字はこれを上回るものであった。2018年4月6日、本作は全米3379館で公開され、公開初週末に2055万ドルを稼ぎ出し、週末興行収入ランキング初登場3位となった。

## 評価
本作は批評家から好意的に評価されている。映画批評集積サイトのRotten Tomatoesには138件のレビューがあり、批評家支持率は83%、平均点は10点満点で6.7点となっている。サイト側による批評家の見解の要約は「『ブロッカーズ』はティーンエイジャーを主人公にしたお色気コメディにおいて、男女の性的役割を反転させるという転回をもたらした。知的かつ愉快な脚本、驚くほど洞察に満ちた視点、見事な演技によってその質はさらに押し上げられている。」となっている。また、Metacriticには43件のレビューがあり、加重平均値は69/100となっている。なお、本作のCinemaScoreはBとなっている。